# Sex and Death 101
Pour plus de détails, voir Fiche technique et Distribution.
Sex and Death 101 est un film américain réalisé par Daniel Waters, sorti en 2007.

## Synopsis
Un homme sur le point de se marier reçoit un matin, par courriel, une liste de noms de femmes. Il s'aperçoit rapidement que les 29 premiers noms correspondent aux femmes avec qui il a eu des rapports sexuels, et qu'ils sont classés par ordre chronologique ; il réalise également que beaucoup d'autres noms que celui de sa future femme se trouvent sur la liste. Il va alors chercher à rencontrer toutes les personnes jusqu’à la fin de cette liste de 101 noms.

## Fiche technique
- Titre : Sex and Death 101
- Réalisation : Daniel Waters
- Scénario : Daniel Waters
- Production : Cary Brokaw, Lizzie Friedman, Aaron Geller, Jerry P. Jacobs et Greg Little
- Société de production : Avenue Pictures Productions
- Budget : 5 millions de $ (3,67 millions d'euros)
- Musique : Rolfe Kent
- Photographie : Daryn Okada
- Montage : Trudy Ship
- Décors : John Larena
- Costumes : Julia Caston
- Pays d'origine : États-Unis
- Format : couleurs - 1,85:1 - DTS / Dolby Digital / SDDS - 35 mm
- Genre : Comédie dramatique
- Durée : 100 minutes
- Dates de sortie : 15 juin 2007 (festival de Seattle), 22 février 2008 (États-Unis)

## Distribution
- Simon Baker : Roderick Blank
- Winona Ryder : Death Nell / Gillian De Raisx (no 101)
- Tanc Sade (en) : Beta
- Patton Oswalt : Fred
- Robert Wisdom : Alpha
- Mindy Cohn : Trixie, la secrétaire de Roderick
- Keram Malicki-Sánchez : Master Bitchslap
- Julie Bowen : Fiona Wormwood (no 29)
- Sophie Monk : Cynthia Rose (petite-fille du no 31)
- Neil Flynn : Zack
- Corinne Reilly : Lizzie
- Cindy Pickett : la mère de Roderick
- Winter Ave Zoli : Alexis, la serveuse du fast food (no 37)
- Dash Mihok : Lester
- Bryan Okes Fuller : le garde du corps de Precious
- Jessica Kiper : Precious / Carlotta Valdes (no 30)
- Natassia Malthe : Bambi Kidd (no 63)
- Leslie Bibb : Dr Miranda Storm

## Les 101 femmes
Les 101 personnes sur la liste dactylographiée ; le nom du personnage est suivi du nom de l'interprète lorsqu’il est précisé au générique.
| 01 Patricia Franchini 02 Alison Bradbury 03 Daisy Milos-Ross 04 Debbie Roberts 05 Rebecca Thatcher 06 Veronica Sawyer 07 Mallory Keaton 08 Sarah Markham 09 Zuzu Petals 10 Jordan Baker 11 Pixel Biddlebaum 12 Frannie Dollarhyde 13 Harmon Killibrew 14 Laura Baxter 15 Mona Bokonon 16 Nancy Jones 17 Margaret Spencer 18 Sophie Western 19 Lucia Atherton 20 Jeanne Grandier 21 Baby D. Meighan 22 Alice Sanders 23 Carol Henderson 24 Jennifer Cavalleri 25 Heather McNamara 26 Claire Kepesh 27 Betsy Palantine 28 May Archer 29 Fiona Wormwood – Julie Bowen 30 Carlotta Valdes – Jessica Kiper 31 Cynthia Rose – N. B. Sophie Monk interprète une autre femme nommée Cynthia Rose 32 Greta Samsa – Candice Coke 33 Angela Sterling | 34 Yasmin Howcomely 35 Brenda Klugman 36 Julie Kohler 37 Alexis De Large – Winter Ave Zoli 38 Kitty Twist 39 Jeanne Chiffon 40 Diana Scott 41 Selina Kyle 42 Fathom Tejeda 43 Constance Cummings 44 Rachel Owlglass 45 Cressida Warfield 46 Melody Nelson 47 Bree Klute 48 Minerva Mayflower 49 Dame Marjorie Shardem 50 Sada Kichi 51 Murasaki Shikibu 52 Artemis Gordon 53 Ruth Sparks 54 Alba Varden 55 Blanche Maxwell 56 Jackie Shawn 57 Miss Meredith 58 Tina Balser 59 Vivian Darkbloom 60 Pherber Turner 61 Layla Quickbottom 62 Valerie St. John 63 Bambi Kidd – Natassia Malthe 64 Thumper Wint – Pollyanna McIntosh 65 Devon Sever 66 Dr. Mirabella Stone – Nicole Bilderback 67 Edwina Massey – Cean Okada | 68 Misty Dizzney 69 Terry Fenchel – Christopher Stapleton 70 Simone Marcelle 71 Severine Serizy 72 Augusta Terzi 73 Nana Kleinfrankenheim 74 Allegra Pacheco 75 Conchita Bunuel 76 Genevieve Morane 77 Lena-Lena Nyman 78 Brigitte De Leuze 79 Emmanuelle Guattari 80 Hope Hartlight – Frances Fisher 81 Mona Farlow 82 Pearl Dimmesdale 83 Helena Harford 84 Alexandra Zuck 85 Annabelle Lee 86 Phoebe Caulfield 87 Jessica Logan 88 Lenina Huxley 89 Barbarella Pygar 90 Cordelia Leer 91 Hayley Dray 92 Millie Bugajski 93 Lena Grove 94 Cybele Sunday 95 Cassie T. Shawn 96 Joy Locke 97 Chasity Lynch 98 Candace Christian 99 Thereal McCoy 100 Ethel Walters – Retta Sirleaf 101 Gillian De Raisx – Winona Ryder |

Il y a quelques divergences dans le déroulement du film :
- le commentaire en bas d'écran indique que le no 69 est Vixen Blitzen (interprétée par Kacie Borrowman)
- le commentaire en bas d'écran et le générique de fin indiquent que le no 71 est Terry Fenchel (interprété par Christopher Stapleton)
- son badge nominatif indique que le no 97 s'appelle Chastity Lynch

## Autour du film
Le tournage a débuté en mai 2006 et s'est déroulé à Los Angeles. Il fait partie des nombreux films tournés au Quality Cafe.

## Distinctions
- Prix du meilleur réalisateur, lors du Festival international du film de Seattle en 2007.